# Live at Kelvin Hall
Albums de The Kinks
Face to Face
(1966) Something Else by the Kinks
(1967)
Live at Kelvin Hall est un album live des Kinks enregistré en avril 1967. Il est sorti le 16 août 1967 de la même année aux États-Unis sous le titre The Live Kinks, puis en janvier 1968 au Royaume-Uni.

## Titres

### Face 1
1. Till the End of the Day – 3:20
2. A Well Respected Man – 2:25
3. You're Lookin' Fine – 3:03
4. Sunny Afternoon – 4:40
5. Dandy – 1:43

### Face 2
1. I'm on an Island – 2:53
2. Come On Now – 2:28
3. You Really Got Me – 2:20
4. Medley: Milk Cow Blues / Batman Theme / Tired of Waiting for You (Estes / Hefti / Ray Davies) – 8:30

## Musiciens
- Ray Davies : chant, guitare
- Dave Davies : chant, guitare
- Pete Quaife : basse
- Mick Avory : batterie